# Euplexaura parciclados
Euplexaura parciclados is een zachte koraalsoort uit de familie Plexauridae. De koraalsoort komt uit het geslacht Euplexaura. Euplexaura parciclados werd in 1889 voor het eerst wetenschappelijk beschreven door Wright & Studer. 